# Аргириос Папаризос
Аргириос Папаризос (на гръцки: Αργύριος Παπαρίζος) е гръцки учен от XVIII век, преподавал в Сятища, Рапсани, Сяр и Костур. Единственият оцелял писмен текст от него е панегирик от февруари 1820 година, произнесен в църквата „Свети Димитър“ в Сятища, публикуван в „Логиос Ермис“.

## Биография
Роден e в западномакедонското сятищко село Пелка, тогава Османската империя, днес Пелеканос, Гърция, в свещеническо семейство. Учи в Сятища при свещеник Константинос и във Влахоливада при Йоанис Смирниотис. В 1806 година се установява в Сятища и се подписва като Сятистевс, тоест Сятищки. Той преподава в продължение на петнадесет години в Сятища и в продължение на шест години в Рапсани, откъдето е поканен в Сяр. В Сяр като главен учител от 1823 до 1830 година. В сътрудничество с местните дейци основава библиотека, и изпраща млади учители за обучение в Свободна Гърция, в Егина. Като учител в Рапсани, учи алгебра в Амбелакия, където преподава Спиридон Асанис. От 1831 година преподава в костурското училище Киридзи. Запомнен е като голям благодетел на града.
Тримата му сина Николаос Аргириадис, Димитриос Аргириадис и Атанасиос Аргириадис са видни просветни дейци.